# 何南里
何南里是位於臺中市西屯區的一個里。東臨西區，北臨何厝里和何安里，南面大業里，西接惠來里。區劃面積約0.22平方公里，設籍人口約4千8百多人。

## 歷史

### 何厝里時期
何南里原屬何厝里的一部分，於1990年3月1日分出。

## 地理

### 地形
何南里地形和舊臺中市區相似，位於臺中盆地，地形平坦。

### 氣候
何南里轄尚呈副熱帶季風氣候，四季變化不大，但常受來自太平洋上形成的颱風危害。

## 歷任里長
- 趙石輝(民國99~103)
- 曹豐洋(民國103~今)

## 外部連結
西屯區公所